# ポワント・ラ・リュ
ポワント・ラ・リュ（英語: Pointe Larue、フランス語: Pointe La Rue、セーシェル・クレオール語: Pwent Lari）は、セーシェルの地区のひとつ。

## 地理
マヘ島にある。沖合のアノンイム島、ラト島も含まれる。

## 交通
- セーシェル国際空港

## 隣接行政区画
- アンス＝オー＝パン
- カスカード